# Трансильванія – Ясси
Трансильванія — Ясси — один з основних газотранспортних коридорів румунської газотранспортної системи.
Традиційно основні запаси природного газу Румунії зосереджені в центральній частині країни, у Трансильванії (втім, у 21 столітті існують перспективи значного нарощування ресурсної бази за рахунок чорноморського шельфу). Видобуток блакитного палива розпочався тут ще на початку 20 століття, у другій половині 1940-х ресурс звідси подали бо Бухаресту, а вже наступного десятиліття масштабне розгортання програми видобутку дозволило прокласти газопроводи з Трансильванії на захід, північ та схід країни.
На східному напрямку у другій половині 1950-х спорудили трубопровід «Схід І» довжиною 275 км та діаметром 700 мм, який пройшов через Онешті до Роману. При цьому траса споруди перетнула Карпатські гори по перевалу Ойтуз. У 1970—1973 роках проклали трубопровід «Схід ІІ» діаметром 800 мм, перша частина траси якого до Онешті збігалася з маршрутом «Схід І» (на відміну від останнього «Схід ІІ» далі завертав не на північний, а на південний схід, у напрямку Добруджі).
У підсумку між Трансильванією та північним сходом країни сформувався газотранспортний коридор, до якого належать такі відтинки:
- від Трансильванії до Онешті, на якому прокладені дві нитки: від газового хабу Корой довжиною 204 км та діаметром 800 мм (невеличка початкова ділянка виконана в діаметрі 600 мм) і від Хетіуру довжиною 188 км та діаметром 700 мм;
- від Онешті до Гереєшть (околиці міста Бакеу), де прокладено дві нитки довжиною по 103 км та діаметрами по 500 мм;
- від Гереєшть до Лецкань (на околицях міста Ясси), на якому дві нитки довжиною 59 км та 60 км мають діаметр по 400 мм. При цьому від Гереєшть та ділянки Гереєшть — Лецкань відходять два відгалуження в діаметрах 500 мм та 400 мм, які живлять райони на крайньому північному сході країни (включаючи міста Сучава та Ботошані).
Через сполучення з трубопроводом Шендрень — Онешті (згаданий вище газопровід до Добруджі) можливе надходження до коридору Трансильванія — Ясси ресурсу, імпортованого через Україну, Болгарію або видобутого на офшорних родовищах. В той же час, від Лецкань починається інтерконектор до Молдови (Ясси — Унгени).
Перекачування газу по коридору забезпечується компресорною станцією Онешті. Вона обладнана двома агрегатами — одним Solar та одним Ingersoll rand, які здатні перекачувати до 400 тис. м3 та до 286 тис. м3 на годину відповідно (зазвичай агрегат Ingersoll rand виконує функцію резерву).
По всій протяжності коридора можливий бідирекціональний рух ресурсу (при цьому серед великих споживачів в центральній Трансильванії можливо назвати комплекс з виробництва добрив Тиргу-Муреш).
На північному сході країни великими споживачами блакитного палива є заводи азотної хімії у Савінешть (Пятра-Нямц) та Бакеу (втім, можливо відзначити, що з середини 2010-х та до 2020-го вони знаходились у простої). Серед розрахованих на використання блакитного палива підприємств електроенергетики можливо згадати розташовану в районі Онешті ТЕС Борзешть, яка обслуговувала великий нафтопереробний завод (наразі обидва ці підприємства закриті). Далі на північ природний газ використовують ТЕЦ Ясси I та ТЕЦ Бакеу (раніше певні обсяги споживала і ТЕЦ Сучава, якій газ був потрібний для розпалювання вугілля).
У 2020-му розпочали прокладання додаткової нитки на ділянці від Онешті до Лецкань, яка матиме довжину 165 км та діаметр 700 мм. Перекачування тут ресурсу забезпечуватимуть нові компресорні потужності в Онешті та Гереєшть, що дозволить транспортувати до 2,2 млрд м3 на рік. Цей проєкт, зокрема, обумовлений необхідністю збільшення пропускної здатності системи для експортних поставок до Молдови по тільки-но введеному газопроводу Унгени – Кишинів.